# كونراد هاير
كونراد هاير (بالإنجليزية: Conrad Heyer)‏ هو فلاح وجندي أمريكي، ولد في 1749، وتوفي في 1856 في Waldoboro, Maine ‏ في الولايات المتحدة.